# Dichorisandra radicalis
Dichorisandra radicalis là một loài thực vật có hoa trong họ Commelinaceae. Loài này được Nees & Mart. mô tả khoa học đầu tiên năm 1823.